# André Zeller
André Zeller (* 1. Januar 1898 in Besançon; † 18. September 1979 in Paris) war ein französischer Général d’armée und Putschist zur Zeit des Algerienkrieges.

## Leben
André Zeller wurde in eine elsässische Soldatenfamilie geboren, sein Vater Léon war General. André Zeller kämpfte als Kadett und Artillerieoffizier im Ersten Weltkrieg und 1920/1921 in der Armée du Levant in Syrien, unter anderem gegen die Türken im damals syrischen Antep.
Im Zweiten Weltkrieg war er Stabschef von General Charles Mast im Tunesienfeldzug 1942/1943, danach kämpfte er in Italien und Anfang 1945 gegen den Brückenkopf Elsass. 1946 wurde er zum Brigadegeneral befördert.
Zellers höchstes Kommando war der Posten als Generalstabschef der Armee. Er galt als Logistikspezialist. Zeller wurde wegen seiner ablehnenden Haltung der Politik Charles de Gaulles, der Algerien in die Unabhängigkeit entlassen wollte, am 1. Oktober 1959 in die Generalsreserve (généraux de la deuxième section) versetzt.
André Zeller war am 24. April 1961 – mit Raoul Salan, Edmond Jouhaud und Maurice Challe – einer der vier Generäle, die in Algier den Putsch von Teilen der dort stationierten Truppen und der OAS gegen de Gaulle anführten. Der Putsch brach rasch zusammen und Zeller stellte sich zwei Tage später. Er wurde zu 15 Jahren Haft verurteilt. 1968 wurde Zeller von de Gaulle amnestiert.